# Odoaker

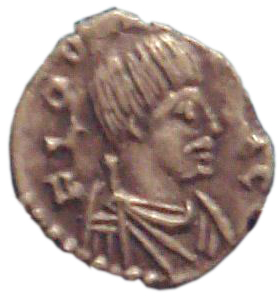
Münzporträt des Odoaker, Halbsiliqua aus der Prägestätte Ravenna, British Museum

Odoaker, auch Odowakar oder Odovakar, in althochdeutschen Glossen Otacher und im Hildebrandslied in der Form Otachre, lateinisch Flavius Odovacer, Odovacar oder Odovacrius, (* um 433; † vermutlich 15. März 493 in Ravenna) war ein weströmischer Offizier germanischer Herkunft und nach der Absetzung des Romulus Augustulus 476 König von Italien (lateinisch rex Italiae). Er wurde 493 im Rahmen des Machtkampfs mit dem Ostgotenkönig Theoderich von diesem getötet.

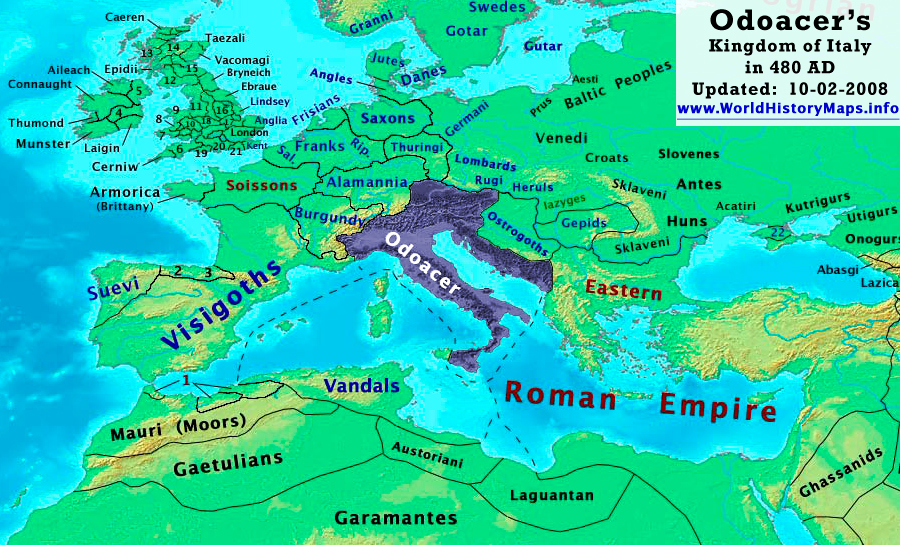
Das Reich Odoakers im Jahre 480

## Leben
Odoaker war ein Sohn des Edekon (Edika), der im Dienste des Hunnen Attila stand, und einer Frau vom Stamme der Skiren. Odoaker selbst wuchs wahrscheinlich am Hof Attilas auf. Er war Arianer und soll Analphabet gewesen sein. Über die Herkunft Odoakers gibt das mittelbyzantinische Lexikon Suda zumindest indirekt Auskunft. Dort heißt es über Odoakers Bruder Hunulf, dass er väterlicherseits von den Thüringern (θεούριγγοι), mütterlicherseits von den Skiren abstamme. Laut Wolfram Brandes gibt diese Quelle die Herkunft Onoulfs und damit auch Odoakers als zur Hälfte thüringisch an. Unterstützt wird diese Interpretation durch eine Aussage zu Odoaker selbst: Jordanes berichtet in den Getica, Odoaker sei Torcilingorum rex habens sicum Sciros, Heruls diversarumque gentium auxiliarios, d. h. der rex der Torcilingi, der zur Unterstützung auch über Skiren, Heruler und weitere gentes verfügt habe. Der Name Torcilingi, der nur bei Jordanes vorkommt, wird in der Forschung nicht selten als Verschreibung für Toringi (Thüringer) angesehen.
Über die frühen Jahre Odoakers ist nur wenig bekannt. Die gelegentlich geäußerte Annahme, er könne mit einem Heerführer namens Adovacrius gleichgesetzt werden, der in den 460er-Jahren sächsische Plünderer in Gallien befehligte, ist wohl unzutreffend (siehe dazu Paulus). Gesichert ist, dass Odoaker um 470 in der Leibwache des weströmischen Kaisers Anthemius diente. Im Machtkampf zwischen diesem und dem General Ricimer hielt er zu Letzterem. Nachdem dann der Heermeister Orestes den letzten legitimen Kaiser Westroms, Julius Nepos, 475 zur Flucht gezwungen hatte, erhob Orestes seinen Sohn Romulus zum neuen „Schattenkaiser“. Romulus wurde aufgrund seiner Jugend in den Quellen als „Augustulus“ (Kaiserlein) verspottet. Bald darauf meuterten die barbarischen Hilfstruppen (foederati) in Italien. Die Krieger waren mit ihrer Bezahlung unzufrieden und forderten von Orestes entweder Land in Italien oder eine finanzielle Gleichstellung mit den römischen Soldaten des stark geschrumpften exercitus Romanus, des weströmischen Restheers. Fest steht, dass Orestes die Forderungen ablehnte und sich Odoaker an die Spitze der Meuterer stellte. Vermutlich spielten auch persönliche Differenzen eine Rolle, denn auch Orestes hatte einst Attila gedient, wobei es zum Streit zwischen ihm und Odoakers Vater gekommen sei, die Rivalen am Hunnenhof gewesen sein sollen. Da es kaum noch reguläre weströmische Truppen gab, stellten die barbarischen Föderaten unter dem Kommando des Odoaker die stärkste militärische Macht in Italien dar und setzten ihre Forderung nun mit Gewalt durch. Die Mehrheit dieser Soldaten wählte am 23. August 476 Odoaker zu ihrem Anführer (rex, ein „barbarischer“ Titel).
Odoaker tötete Ende August 476 Orestes in einer Entscheidungsschlacht, und kurz darauf auch dessen Bruder Paulus. Romulus hingegen wurde ungewöhnlicherweise nicht getötet, vielmehr setzte Odoaker ihn ab, sagte ihm jedoch ein Jahrgeld und einen luxuriösen Landsitz bei Neapel zu, wo Romulus noch Jahre später gelebt zu haben scheint. Entscheidend war vor allem, dass er weder selbst nach dem Purpur griff noch, wie Orestes, zumindest einen von ihm abhängigen Kaiser einsetzte. Odoaker sandte stattdessen den kaiserlichen Ornat nach Konstantinopel und erklärte, man brauche im Westen keinen eigenen Augustus mehr, sondern unterstelle sich direkt dem oströmischen Kaiser. Dieser wies in seinem Antwortschreiben zwar einerseits darauf hin, es gebe in Gestalt von Julius Nepos noch einen legitimen Westkaiser, redete Odoaker aber andererseits als patricius an und erkannte ihn damit – zumindest in Odoakers Augen – faktisch als Regent des Weströmischen Reiches an. Bereits seit Jahrzehnten hatten Generäle (magistri militum) mit dem Titel patricius in Ravenna die tatsächliche Macht in Händen gehalten; in diese Tradition reihte sich nun Odoaker ein. Damit endete de facto das weströmische Kaisertum, auch wenn Julius Nepos noch bis 480 lebte und es auch später immer wieder zu Versuchen kam, einen Westkaiser zu installieren.
Die weströmische Verwaltung und auch der nun kaiserlose Hof in Ravenna blieben hingegen bestehen. Sodann ernannte sich Odoaker offenbar zum rex Italiae („König von Italien“) und wurde spätestens nach dem Tode Julius Nepos’ (480) vom oströmischen Kaiser Zenon als (faktisch unabhängiger) Herrscher Italiens unter oströmischer Ägide anerkannt. Teilweise auftretender Widerstand, ausgehend von rivalisierenden germanischen Truppenführern, wurde rasch niedergeschlagen, so dass Italien als gesichert gelten konnte. Mit dem mächtigen Reich der Vandalen in Nordafrika konnte sich Odoaker verständigen; die Vandalen unterließen es bis 491, ihre Angriffe auf Italien fortzusetzen, und verpachteten sogar das reiche Sizilien an den patricius. Odoakers Königtum war jedoch wenig stabil, zumal er sich vor seiner Erhebung nicht als Heerkönig profilieren konnte, weshalb ihm an einer Anerkennung durch den oströmischen Kaiser gelegen sein musste.
Odoaker vergab entweder Land oder (wahrscheinlicher, weil eine Landenteignung nur gegen den heftigen Widerstand der einflussreichen senatorischen Oberschicht möglich gewesen wäre) Anteile an den Steuereinkünften an seine Krieger, wobei es sich wohl vor allem um Heruler, Skiren und Thüringer gehandelt hat. Er ließ jedoch das römische Rechts- und Steuersystem und den Senat intakt, zu dem er offenbar ein gutes Verhältnis pflegte. Wahrscheinlich betrachteten die Senatoren die Absetzung des letzten Kaisers in Italien als Möglichkeit, wieder mehr an Einfluss zu gewinnen, und waren froh, dass die Zeit der Wirren vorerst beendet war. Wichtige Verwaltungsposten wurden von Odoaker an führende Senatoren vergeben, allerdings (wie auch zuvor üblich) zeitlich beschränkt. Zugleich stiegen Germanen in militärische Führungspositionen auf: Die Krieger Odoakers waren an die Stelle der weströmischen Armee getreten, doch sie waren auf die römischen staatlichen Strukturen angewiesen, um ihre annona militaris zu erhalten. Odoaker ließ Münzen prägen, auf denen er aber nicht als Kaiser erschien, womit die Stellung des Ostkaisers explizit anerkannt wurde. Obwohl selbst arianischer Christ, gestaltete sich auch die Beziehung zur Kirche anscheinend recht problemlos. Die Kultur der Spätantike bestand also in Italien fort. Die Absetzung des machtlosen weströmischen Kaisers dürfte auf die Zeitgenossen kaum Eindruck gemacht haben, da Italien formell unter die Herrschaft des Kaisers in Konstantinopel getreten war und also weiterhin zum Imperium Romanum gehörte (vgl. auch Völkerwanderung sowie Ende der Antike).
Durch Verträge und Kriege konnte Odoaker seinen Machtbereich deutlich ausdehnen: 477 pachtete er Sizilien von den Vandalen, 481 eroberte er, nach dem Tod des Julius Nepos, Dalmatien. Daraufhin stachelte Kaiser Zenon den König der Rugier Feletheus zu einem Feldzug gegen Odoaker in Italien auf. Bevor das Vorhaben ausgeführt werden konnte, rückte Comes Pierius im Winter 487 in Rugiland ein. Feletheus und seine ostgotische Gemahlin Giso, eine Amalerin und Cousine König Theoderichs, wurden gefangen genommen und in Ravenna 487 enthauptet. Im Jahr 488 zerstörte Odoakers Bruder Onoulf das Reich der Rugier in Noricum endgültig. Die romanische Bevölkerung im nördlichen Grenzraum wurde zwangsevakuiert, um so einer eventuell neuen Reichsbildung die wirtschaftliche Grundlage zu entziehen. Die überlebenden Rugier, unter ihnen Fredericus, der Sohn des rugischen Königspaars, flohen zu den Ostgoten Theoderichs. Was Zenon mit den Rugiern nicht gelang, erreichte er dann mit den Ostgoten. Als Heermeister Ostroms und ostgotischer Heerkönig brach Theoderich 488 mit seinem Heer, unter ihnen Fredericus und die rugische Reiterei, von Niedermösien nach Italien auf.
Ab 488/89 musste Odoaker die vorrückenden Ostgoten abwehren, die von Ostrom unterstützt wurden, wo man Odoaker vielleicht die Eroberung Dalmatiens übelnahm. Schon Ende August 489 kam es zu einer ersten Niederlage Odoakers an der Isonzo-Brücke. Odoaker brach daraufhin die Kontakte mit Konstantinopel ab und erhob seinen Sohn Thela 490 wahrscheinlich als Caesar zum Gegenkaiser (den Schritt, ihn zum Augustus zu machen, scheute er offenbar). Auf mehrere Niederlagen, so im September 489 bei Verona  und am 11. August 490 an der Adda, folgte eine zweijährige Belagerung Odoakers in Ravenna. Im Juli 491 scheiterte der letzte große Ausbruchsversuch, dabei fand ein großer Teil der Heruler in Odoakers Diensten den Tod, ebenso sein treuer magister militum Livila. Nach dem Ende der Kämpfe um Ravenna, die die spätere Überlieferung als „Rabenschlacht“ in Erinnerung behielt, schloss Odoaker mit dem ostgotischen König Theoderich am 27. Februar 493 einen Friedensvertrag, nicht zuletzt wegen einer drohenden Hungersnot. Bereits wenige Tage später wurde er aber von Theoderich in Ravenna eigenhändig ermordet. Als Vorwand diente eine persönliche Blutrache des Goten an Odoaker für das ermordete rugische Königspaar. Thela entkam wohl zunächst nach Gallien, wurde aber noch im selben Jahr bei einem Rückkehrversuch nach Italien getötet.
Eine Gedenktafel für Odoaker fand Aufnahme in die Walhalla bei Regensburg.